# The eXXecution
Albums par Marco Polo
Double Barrel
(2009) The Stupendous Adventures of Marco Polo
(2010)
Albums par Ruste Juxx
Indestructible
(2008) Adamantine
(2010)
The eXXecution est un album collaboratif du producteur Marco Polo et du rappeur Ruste Juxx, sorti le 23 mars 2010.

## Liste des titres
| No  | Titre                                                             | Contient un (des) sample(s) de | Durée |
| --- | ----------------------------------------------------------------- | ------------------------------ | ----- |
| 1.  | The eXXecution Intro (Scratches : DJ Revolution)                  |                                | 2:41  |
| 2.  | Death Penalty (Scratches : DJ Revolution)                         |                                | 3:40  |
| 3.  | Rearview                                                          |                                | 3:44  |
| 4.  | Take Money (featuring Freddie Foxxx et Rock)                      |                                | 3:56  |
| 5.  | I'm on It                                                         |                                | 3:44  |
| 6.  | Let's Take a Sec (featuring Black Moon – Scratches : DJ Evil Dee) | Crooklyn des Crooklyn Dodgers  | 4:16  |
| 7.  | Bread on Ya Head                                                  |                                | 3:43  |
| 8.  | Wings on Your Back (featuring Sean Price)                         |                                | 3:19  |
| 9.  | Nobody                                                            |                                | 4:23  |
| 10. | Fuckin Wit a Gangsta (featuring Sean Price)                       |                                | 4:17  |
| 11. | Watch Yo Step                                                     |                                | 4:46  |
| 12. | You Can't Stop Me (Scratches : Shylow)                            |                                | 4:07  |